# Frederick Exley
Frederick Exley (* 28. März 1929 in Watertown, New York; † 17. Juni 1992 ebenda) war ein US-amerikanischer Schriftsteller. Sein bekanntestes Werk ist der Roman A Fan's Notes.

## Leben
Frederick Exleys Leben war stark beeinflusst von seinem Vater. Dieser starb, als Exley 16 Jahre alt war. Seinem Vorbild als erfolgreicher Sportler und dann Basketball-Trainer wollte oder musste Exley lange nacheifern – beziehungsweise es wurde ihm vorgehalten.
1946 wurde Exley bei einem Autounfall schwer verletzt und konnte dadurch die Highschool nicht fristgerecht abschließen. Im Anschluss an einen Job als Bahnarbeiter besuchte er die John Jay High School in Katonah und wurde dort in die All-Star-Basketball-Mannschaft der örtlichen Liga gewählt. Anschließend besuchte er 1949 das Hobart College in Geneva. Ein Jahr später ging er an die University of Southern California in Los Angeles. Dort begann er bis zur Obsession die sportliche Karriere eines Mitstudenten, des späteren Football-Stars Frank Gifford zu verfolgen – etwas, das sich später in seinem Buch A Fan's Notes niederschlagen sollte. Dem Dienst in der Armee entging er 1951, da ihn seine bei dem Autounfall 1946 erlittenen Verletzungen dienstunfähig machten.
1952 verließ Exley die University of Southern California und ging nach New York. 1953 kehrte er jedoch nach Los Angeles zurück und schloss sein Studium mit einem Bachelor in Englisch ab. Im Anschluss ging er wieder nach New York, wo er in der PR-Abteilung der New York Central Railroad arbeitete. 1954 ließ er sich nach Chicago versetzen, wo er für die Rock Island Railroad arbeitete und Herausgeber der Betriebszeitung wurde.
1956 wurde er entlassen – wozu sein zunehmender Alkoholismus beigetragen hatte. Die folgenden Jahre war er Trinker, geistig labil, verbohrte sich auch zunehmend in seine Obsession mit Sport. 1958 wurde Exley in die Anstalt Stony Lodge in Westchester County eingewiesen. Dort lernte er Francena Fritz kennen. 1959 wurde er in das Harlem Valley State Hospital verlegt. Nach seiner Entlassung heiratete er am 31. Oktober 1959 Francena Fritz und zog mit ihr nach Greenwich (Connecticut). In Port Chester erhielt er eine Stelle als Lehrer. 1960 wurde seine Tochter Pamela Rae Exley geboren.
1961 ließ sich Francena Fritz scheiden. Exley unterrichtete in der Folge an verschiedenen Orten im Bundesstaat New York. Sein immer mehr zunehmender Alkoholismus führte jedoch dazu, dass diese Jobs von kurzer Dauer und häufig von Aufenthalten in Heilanstalten unterbrochen waren. 1965 hatte Exley Nancy Glenn in Florida kennengelernt. 1966 ließ sie sich von ihrem Mann scheiden und zog mit Exley zusammen. 1967 wurde Exleys zweite Tochter Alexandra Exley geboren, 1968 ein schwer behinderter Sohn, Robert Brandon Exley. Während dieser Zeit arbeitete Exley an seinem zweiten Roman Pages From A Cold Island.
Bereits 1964 hatte Exley das Manuskript von A Fan's Notes bei Houghton Mifflin eingereicht – es wurde jedoch abgelehnt. Vermittelt durch eine Agentin, konnte es schließlich 1968 bei Harper & Row erscheinen. Zwar verkaufte sich das Buch nicht allzu gut, wurde jedoch von der Kritik stark beachtet. Dies führte dazu, dass es für einen National Book Award nominiert wurde einen William Faulkner Award als bester Erstlingsroman erhielt sowie mit einem Rosenthal Award ausgezeichnet wurde. Außerdem erhielt Exley eine Zuwendung über 10.000 Dollar von der Rockefeller Foundation. Auch auf andere Schriftsteller, speziell Vertreter des New Journalism, hatte das Buch mit seinem subjektiven Stil, seiner Alltagsthematik einen starken Einfluss. Hunter S. Thompson war von Exleys Stil stark beeinflusst und bezeichnete es wiederholt als eines seiner Lieblingsbücher.
1970 kaufte Exleys Mutter ein Haus in Alexandria Bay. Exley zog ein – und sollte dort für die nächsten 20 Jahre, unterbrochen von Aufenthalten in Florida und Hawaii, leben. 1971 ließen sich Exley und Nancy Glenn scheiden, und im selben Jahr starb auch sein Sohn. 1972 war Exley Gastdozent an der University of Iowa. Im selben Jahr wurde A Fan's Notes in Kanada verfilmt. 1975 erschien Exleys zweiter Roman Pages from a Cold Island, fand aber bei der Kritik weniger Beachtung als sein Erstling.
1984 erhielt Exley ein Stipendium der John Simon Guggenheim Memorial Foundation. 1988 erschien sein drittes Buch Last Notes From Home. Am 10. Juni 1992 starb er an den Folgen eines Herzinfarkts. Bestattet wurde er auf dem Brookside Cemetery in Watertown, New York.

## Bibliografie
- A Fan's Notes, Harper & Row, 1968
- Pages from a Cold Island, Random House, 1975
- Last Notes from Home, Random House, 1988

## Über Frederick Exley
- Jonathan Yardley: The Strange Life of Frederick Exley, New York, Random House, 1997